# Mistrzostwa Ameryki w Piłce Ręcznej Kobiet 1989
Mistrzostwa Ameryki w Piłce Ręcznej Kobiet 1989 – drugie mistrzostwa Ameryki w piłce ręcznej kobiet, oficjalny międzynarodowy turniej piłki ręcznej o randze mistrzostw kontynentu organizowany przez PATHF mający na celu wyłonienie najlepszej żeńskiej reprezentacji narodowej w Ameryce. Odbył się w dniach 14–16 września 1989 roku w Colorado Springs. Tytułu zdobytego w 1986 roku broniła reprezentacja Stanów Zjednoczonych. Mistrzostwa były jednocześnie eliminacjami do MŚ 1990.
W turnieju zwyciężyła reprezentacja Kanady zyskując jednocześnie awans do turnieju finałowego mistrzostw świata.

## Mecze
| 14 września 1989 | Kanada | 35:7 | Meksyk | Colorado Springs |
| 14 września 1989 |        | 35:7 |        | Colorado Springs |

| 14 września 1989 | Stany Zjednoczone | 23:17 | Brazylia | Colorado Springs |
| 14 września 1989 |                   | 23:17 |          | Colorado Springs |

| 15 września 1989 | Kanada | 26:20 | Brazylia | Colorado Springs |
| 15 września 1989 |        | 26:20 |          | Colorado Springs |

| 15 września 1989 | Stany Zjednoczone | 30:3 | Meksyk | Colorado Springs |
| 15 września 1989 |                   | 30:3 |        | Colorado Springs |

| 16 września 1989 | Brazylia | 35:4 | Meksyk | Colorado Springs |
| 16 września 1989 |          | 35:4 |        | Colorado Springs |

| 16 września 1989 | Kanada | 18:18 | Stany Zjednoczone | Colorado Springs |
| 16 września 1989 |        | 18:18 |                   | Colorado Springs |